# Schwimmblase

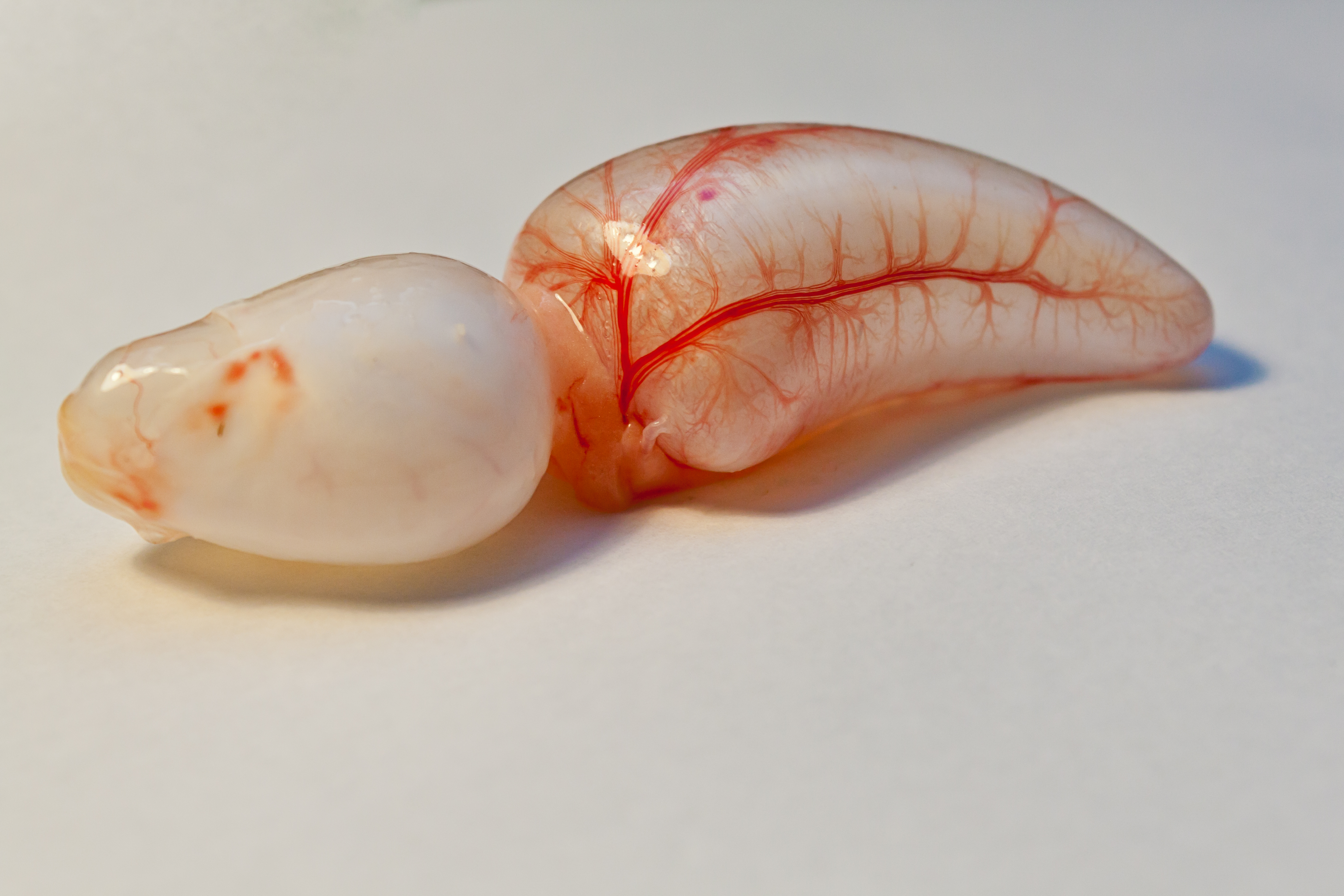
Schwimmblase einer Brachse

Lage der Schwimmblase (5) bei einem Teleosteer im Verhältnis zu anderen inneren Organen (schematisiert). 1 Leber, 2 Magen, 3 Darm, 4 Herz, 6 Niere, 7 Hoden, 8 Harnleiter, 9 Samenleiter, 10 Harnblase, 11 Kiemen

Die Schwimmblase ist ein Organ der Knochenfische. Sie dient dem Fisch dazu, sein spezifisches Gewicht dem des umgebenden Wassers anzugleichen, sodass er im Wasser schweben kann. Sie wird aus einer Ausstülpung des Vorderdarms gebildet und ist eine Weiterentwicklung der Fischlunge, mit einem Funktionswandel von einem Atmungsorgan zu einem hydrostatischen Organ.
Die Schwimmblase dient auch der Lagestabilisierung, da sich aufgrund ihrer dorsalen (also oben im Körper liegenden) Position der Massenmittelpunkt unter dem Volumenmittelpunkt befindet.
Die meisten Knochenfische besitzen eine Schwimmblase. Eine Ausnahme macht zum Beispiel die Groppe, sie bewegt sich deshalb meist nur am Boden. Fische, die nicht über eine Schwimmblase verfügen und trotzdem nicht zu den Bodenfischen zählen, müssen durch ständiges Schwimmen Auftrieb erzeugen, beispielsweise die Haie, oder sie reduzieren ihr Knochenskelett und speichern Fett, wie etwa der Mondfisch (Mola).

## Funktionsweise
Die Fortbewegung ist im Wasser aufgrund seiner etwa 800-fach höheren Dichte und etwa 55-fach höheren Viskosität wesentlich energieaufwendiger und mühsamer als in der Luft. Die Dichte tierischer Gewebe ist größer als die des Wassers, sodass wasserlebende Tiere nahezu ständig Schwimmbewegungen ausführen müssen, um nicht zu Boden zu sinken. Ein Organismus mit der Dichte des Wassers dagegen könnte bewegungslos im Wasser schweben und somit Bewegungsenergie sparen. Es ist daher nicht verwunderlich, dass man bei wasserlebenden Tieren verschiedene Gewebe oder Organe findet, die sich durch eine besonders geringe Dichte auszeichnen und damit den Gesamtorganismus der Schwerelosigkeit näher bringen.
Um das Volumen und die Dichte der Schwimmblase konstant zu halten, muss ein abtauchender Fisch Gas in sie sezernieren. Beim Auftauchen muss er dagegen Gas aus der Blase abgeben, um nicht aufgrund des größer werdenden Blasenvolumens Dichte zu verlieren und an die Oberfläche zu schießen.
Physikalisch ähnlich agiert ein freitauchender Mensch, der viel Luft eher nur zum tiefen Abtauchen in der Lunge mitnimmt und ein Gerätetaucher, der den Auftrieb seiner Tarierweste bei Tiefenänderung mit Zufuhr oder Ablassen von Luft nachregelt und beim Auftauchen sicherheitshalber ausatmet.

### Füllung der Schwimmblase
Es gibt zwei Mechanismen zur Füllung der Schwimmblase:
- durch Schlucken von Luft, die über den Darm in die Schwimmblase gelangt (bei den Physostomen)
- über die Blutgefäße, die das Gas gelöst von den Kiemen transportieren. Fische, die diesen Mechanismus nutzen, nennt man Physoklisten; man findet sie in der Regel in tieferen Gewässern. Viele Physoklisten leben jedoch als Jungtiere zunächst als Physostomen, d. h. zur Initialfüllung der Schwimmblase kommt es auch bei ihnen zunächst durch Luftschlucken.

Im Wundernetz der Schwimmblase kommt es zu folgenden Prozessen: Durch passive Diffusion von Sauerstoff aus arteriellen (O2-reichen) Kapillaren zu venösen (O2-armen) Kapillaren wird verhindert, dass O2 aus der Schwimmblase in das Blut übertritt bzw. wird dieser wieder zurückgeführt. Das Prinzip dahinter ist das Gegenstromprinzip, bedingt durch einen Scheitel, der an der Schwimmblase (im sog. Roten Körper) liegt, vergleichbar mit einem gebogenen Schlauch, durch den O2 diffundieren kann.
Der hohe O2-Gehalt der Schwimmblase wird über den obligat anaeroben (glykolytischen) Stoffwechsel in den Epithelzellen der Gasdrüse in die Schwimmblase erzeugt. Das hier glykolytisch gebildete Lactat hat zwei Effekte: den Aussalzeffekt und den Bohr-Effekt. Das Lactat vermindert die O2-Löslichkeit des Blutes, der pH-Wert wird durch Lactat gesenkt. Durch die beiden Effekte entsteht ein O2-Gradient, der die Schwimmblase füllt.

### Entleerung der Schwimmblase
Zur Entleerung der Schwimmblase gibt es zwei verschiedene Wege:
- Die Physostomen verwenden den Ductus pneumaticus, eine Verbindung von Schwimmblase und Kiemendarm (und damit eine Verbindung zur Außenwelt), um den Sauerstoff abzugeben. Die physostomen Störe haben weder das Oval noch den Roten Körper und können dennoch ohne Luftschlucken oder -abgeben das Schwimmblasenvolumen (langsam) regulieren.
- Die Physoklisten verwenden das Oval, einen stark durchbluteten Bereich der Schwimmblase, um Gas in die Blutbahn zu resorbieren. Die Oberfläche des Ovals und die damit verbundene Sauerstoffresorption wird über Muskeln kontrolliert.

## Aufgaben im Körper

### Die Schwimmblase als lautbildendes Organ
Die Schwimmblase kann über innere oder äußere Muskulatur auch zur Lautbildung eingesetzt werden.
- Innere (intrinsische) Trommelmuskeln (Ton-Muskel oder sonische Muskel) befinden sich in der Schwimmblasenwand bei Krötenfisch und Knurrhahn
- Äußere (extrinsische) Trommelmuskeln (zumindest ein Ansatz an Strukturen außerhalb der Schwimmblase)
  - Direkter Typ: Die Muskeln setzen an der Schwimmblase an, z. B. am Querfortsatz der Wirbelsäule, z. B. Antennenwels
  - Indirekter Typ: Die Muskeln setzen nicht an der Schwimmblase an, z. B. Piranhas. Manche Welsfamilien besitzen einen Springfederapparat.

### Die Schwimmblase als Teil des Hörorgans
Durch den Weberschen Apparat werden Schallwellen von der Schwimmblase zum Innenohr geleitet.

### Die Schwimmblase als Atmungsorgan
Die Schwimmblase kann auch (primär oder sekundär) als Atmungsorgan dienen, was diese Fische dazu befähigt, auch in Dürreperioden oder bei niedrigem Sauerstoffgehalt des Wassers zu überleben. Dies ist z. B. beim Arapaima oder dem Knochenhecht (Lepisosteus) der Fall.

### Menschliche Nutzung von Schwimmblasen
In einigen asiatischen Kulturen gelten die Schwimmblasen größerer Fischen als Delikatesse. So werden sie in China als maw 花 膠 / 鱼鳔 bezeichnet und in Suppen oder Eintöpfen serviert.
Schwimmblasen werden in der Lebensmittelindustrie auch als Quelle für Kollagen, z. B. als Schönungsmittel für Weine, verwendet. Sie sind der Hauptrohstoff für die Herstellung von Fischleim. Dieser Leim fand z. B. bei der Herstellung von Kompositbögen seit der Bronzezeit Verwendung.
In früheren Zeiten wurden Schwimmblasen verwendet, um Kondome herzustellen.